# Prêmio Norbert Wiener de Matemática Aplicada
O Prêmio Norbert Wiener (em inglês:  Norbert Wiener Prize in Applied Mathematics) é um prêmio dotado com US$ 5.000 concedido trianualmente por uma contribuição à "matemática aplicada no mais elevado e amplo sentido". Foi instituído em 1967 em memória de Norbert Wiener pelo Departamento de Matemática do Instituto de Tecnologia de Massachusetts, em parceria com a American Mathematical Society (AMS) e a Society for Industrial and Applied Mathematics (SIAM).

## Laureados
- 1970: Richard Bellman
- 1975: Peter Lax
- 1980: Tosio Kato e Gerald Whitham
- 1985: Clifford Gardner
- 1990: Michael Aizenman e Jerrold E. Marsden
- 1995: Hermann Flaschka e Ciprian Foias
- 2000: Alexandre Chorin e Arthur Winfree
- 2004: James Sethian
- 2007: Craig Tracy e Harold Widom
- 2010: David Donoho
- 2013: Andrew Majda
- 2016: Constantine Dafermos
- 2019: Marsha Berger e Arkadi Nemirovski